# Akcja Topiel
Akcja Topiel (akcja zastrzeżona Topiel) – druga po Akcji „C” operacja likwidacji agentów Gestapo oraz ich konfidentów przeprowadzona w Generalnym Gubernatorstwie między wrześniem a październikiem 1943 roku. Brały w niej udział oddziały Kedywu KG AK, KeDywu Okręgu AK oraz oddziałów kontrwywiadu polskiego podziemia    .

## Historia
Akcję zapoczątkował rozkaz Nr 114/Kdw. Komendanta Sił Zbrojnych w Kraju Tadeusza Komorowskiego „Bora” wydany 6 września 1943 roku w Warszawie, a zakończył ją rozkaz Nr 120/Kdw. z 29 października 1943 roku . W pierwszym rozkazie akcję określono jako tajną - zastrzeżoną. Według komendanta AK miał to być: odwet za represje i bestialstwa niemieckiego aparatu bezpieczeństwa  .
Listę potencjalnych celów w tej akcji dostarczyła komórka kontrwywiadu AK - „Wd-69”, która określiła cele na około 80 osób. W czasie wyznaczonym w rozkazie wykonano 7 zamachów na szpiegów, agentów i konfidentów, w tym jeden nieudany. Rozkaz o odwołaniu akcji zastrzeżonej przenosił dalsze zamachy w walkę bieżącą i zalecał jej kontynuację. Wyroki na osoby umieszczone na liście były wykonywane do końca wojny    .